# Galileigebouw

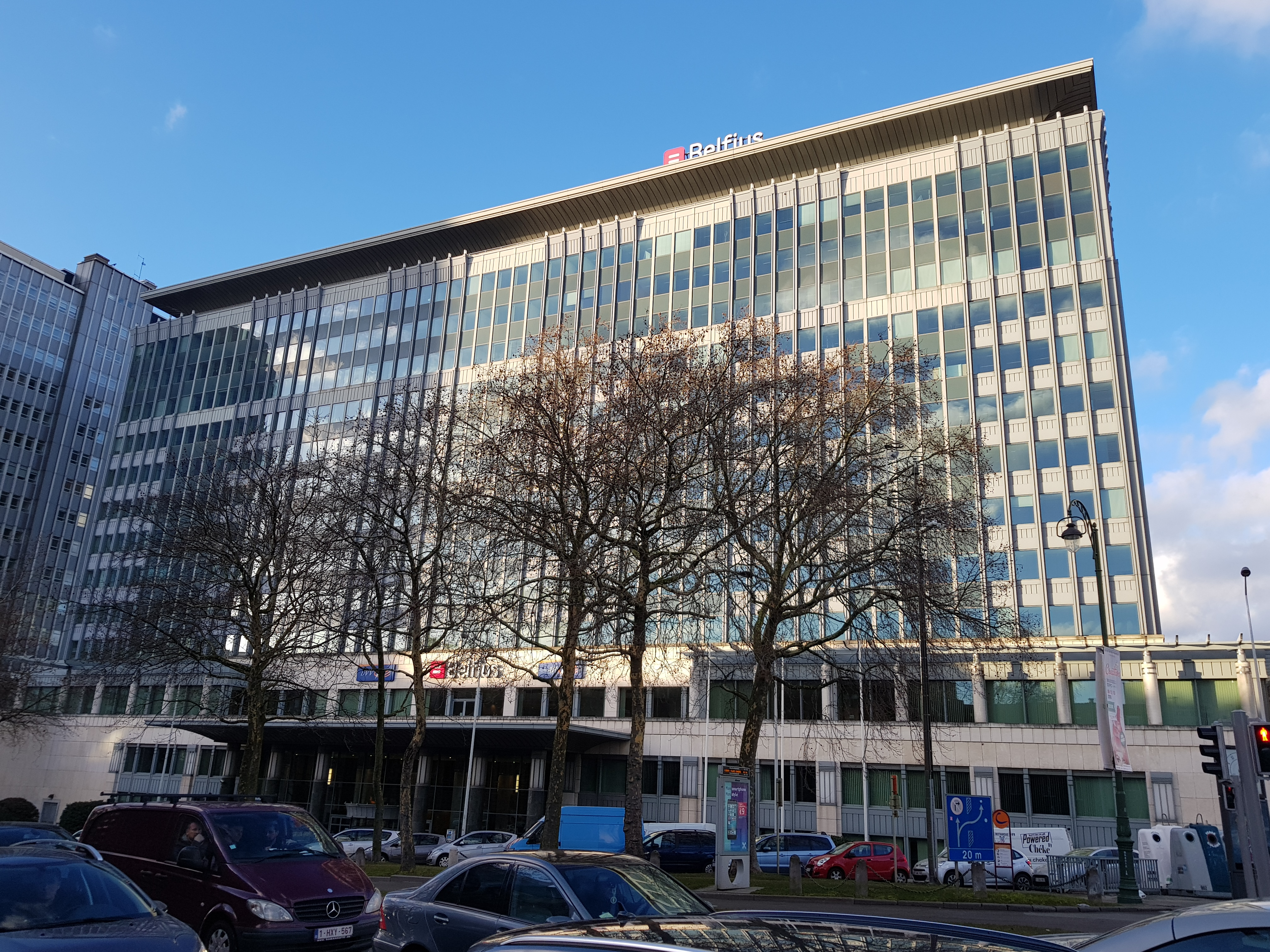
Galileigebouw

Het Galileigebouw, Galileïgebouw of Galileegebouw is een kantoorgebouw in de Belgische gemeente Sint-Joost-ten-Node in het Brussels Hoofdstedelijk Gewest. De hoogbouw staat aan de Galileelaan, die onderdeel is van de Kleine Ring (R20), net buiten de Vijfhoek.
Naar het zuidwesten toe staat aan de overzijde van de Kleine Ring het Pachecogebouw. Verder naar het westen, aan het Rogierplein, staat de Rogiertoren. Beide gebouwen waren van Dexia. Ten zuidwesten staat ook de Financietoren en ten noordwesten ligt Kruidtuin.

## Geschiedenis
Het gebouw dateert van 1971 en werd in de jaren 2000-2001 volledig gerenoveerd.
Anno 2012 heeft Belfius (het vroegere Dexia) drie hoofdgebouwen: de Rogiertoren, het Pachecogebouw en het Galileigebouw. Met deze drie gebouwen heeft de bank overcapaciteit aan kantoorvastgoed voor eigen gebruik.
Na het financiële debacle met Dexia in 2009 probeerde Belfius eerst de Rogiertoren te verkopen, maar toen dat mislukte besloot de bank alle Belfius-medewerkers te huisvesten in de Rogiertoren en kwam het Pachecogebouw leeg te staan.
In mei 2017 werd besloten om in de toekomst in het Galileigebouw de medewerkers van het Rijksinstituut voor Ziekte- en Invaliditeitsverzekering (Riziv), het Federaal Agentschap voor Geneesmiddelen en Gezondheidsproducten (FAGG) en de Federale Overheidsdienst Volksgezondheid (FOD Volksgezondheid) te huisvesten.
Rond 2018 verhuisde het personeel van Belfius Verzekeringen naar de Rogiertoren.

## Gebouw
Het gebouw heeft 12 verdiepingen met bij elkaar 35.000 m² aan kantooroppervlakte.